# Squash Racket Club Winterthur
Der Squash Racket Club Winterthur (SRCW) ist ein Squashclub aus der Stadt Winterthur, der 1983 gegründet wurde.
Die Frauenmannschaft des Klubs spielt in der Nationalliga A und wurde bereits fünfmal Interclub Schweizer Meister (2002/03, 2006/07, 2007/08, 2011/12 und 2014/15). 2020 musste das Nationalliga A-Team der Frauen aufgrund von Spielerinnenmangel abgemeldet werden. Die Herrenmannschaft spielt zurzeit in der Nationalliga B, nachdem die Mannschaft 2014 nach einem einjährigen Gastspiel in der höchsten Liga wieder abgestiegen ist.
Seit 2009 ist der SRC Winterthur zusammen mit den Young Devils Winterthur (Nachwuchsverein) und dem Squash Club Seuzach zu «Squash Winterthur» zusammengeschlossen – diese angeschlossenen Vereine haben unter dem Namen «Squash Winterthur» einen gemeinsamen Vorstand und organisieren gemeinsame Anlässe – jedoch bleiben die einzelnen Vereine weiterhin bestehen. Das Heimlokal aller drei Vereine ist das Squash Center Ohringen. Der SC Seuzach wurde ursprünglich gegründet, um mehr als ein NLA-Team innerhalb des Squashcenter stellen zu können und existiert seit der Saison 2012/13 nur noch auf dem Papier, da aufgrund Spielerschwundes nun alle Teams wieder für den SRCW starten.
Nicht zu verwechseln ist der SRC Winterthur mit einem weiteren Squash-Spitzenklub bei den Frauen aus Winterthur, dem Eulach Squash-Club Winterthur. Dieser wurde 2006 von einem ehemaligen Mitglied des SRCW gegründet.